# Kattekoppa, Tirthahalli
Kattekoppa là một làng thuộc tehsil Tirthahalli, huyện Shimoga, bang Karnataka, Ấn Độ.